# アヴィア S-199
S-199
イスラエル空軍のS-199
(第101飛行隊所属、1948年撮影)
- 用途：戦闘機
- 分類：陸上戦闘機
- 製造者：アヴィア・モータース社
- 運用者

  -  チェコスロバキア空軍
  -  イスラエル航空宇宙軍
- 初飛行：1947年3月
- 生産数：550機
- 生産開始：1947年
- 退役：1957年
- 運用状況：退役

S-199（Avia S-199 ）は、第二次世界大戦後にチェコスロヴァキアの航空機メーカーであるアヴィア社が開発し、イスラエル空軍で運用された戦闘機である。
第二次世界大戦中、メッサーシュミット社のBf 109をナチス・ドイツの命令でライセンス生産していたアヴィア社が、戦後残された設計図をもとに、エンジンなど、ドイツ国からの供給で賄っていた部分を代用品に置き換えて再度生産を開始して製造した機体である。

## 概要

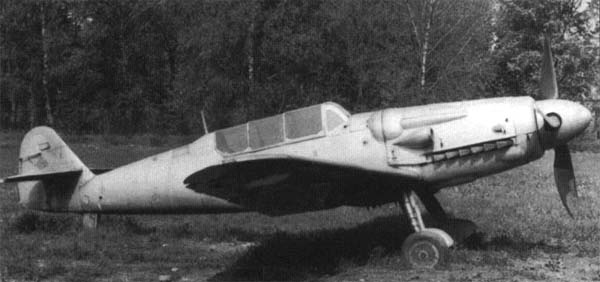
練習機型のCS-199

第二次世界大戦直後、チェコスロバキアの巨大企業スコダ社の子会社であるアヴィア(Avia、Avia Akciová Společnost Pro Průmysl Letecký Škod)社が、ナチス・ドイツ占領下でドイツ空軍向けに行われていた航空機生産の部品ストックや生産設備、図面を利用して製造したのが、S-199である。
数々の問題点や操縦士達からの不評にもかかわらず、S-199は第一次中東戦争中の活躍により、イスラエル空軍の第一線の戦闘機という栄誉を得た。
チェコスロバキアの操縦士達はS-199にラバ（Mezek）というあだ名（蔑称）を付けた一方で、イスラエルでは正式にサキーン (Sakeen)（ヘブライ語でナイフ）と名付けた。ただし実際には、S-199はメッサーシュミットもしくはメッサー（ドイツ語やイディッシュ語で"ナイフ"）と呼ばれることが多かった。

## 設計と開発

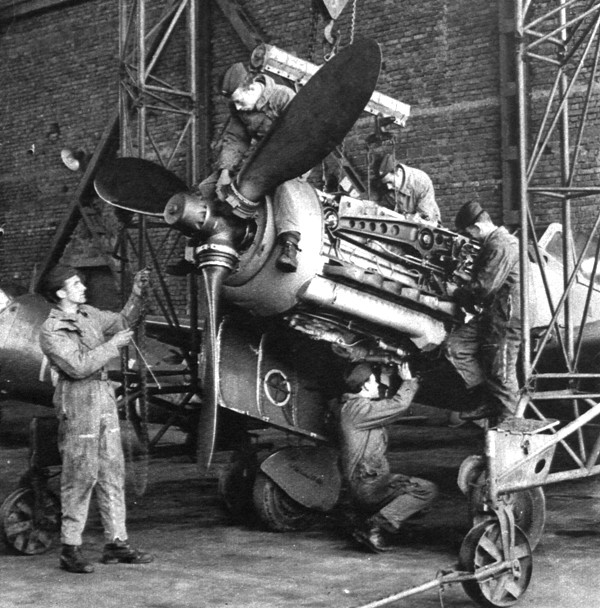
エンジン整備中のS-199

アヴィア社は戦後もメッサーシュミットBf109G型をアヴィア S-99の名称で生産し続けたが、倉庫の火災で多くのダイムラー・ベンツ DB 605 エンジンが焼失したため、間もなくエンジン在庫が底を付くこととなった。そこで、引き続きBf 109Gの機体を使用し、入手不能となったオリジナルのエンジンでなく、代替エンジンを使用したのがS-199であった。ダイムラー・ベンツDB 605エンジンに代えてハインケル He 111爆撃機で使用されていたユンカース ユモ 211 エンジンとプロペラが使用されることに決まった。これらの部品を組み合わせた結果、S-199の飛行特性は非常にお粗末なものになってしまった。
ユモ 211エンジンはDB 605エンジンに比べて重く、応答性に欠け、幅広のパドル形ブレードのプロペラが発生するカウンタートルク（反力）は操縦をひどく難しいものにしていた。これにBf109の降着装置特有の狭い車輪間隔が加わり、離着陸時は非常に危険性が高かった。最後の隠された危険は機銃の同調装置にあり、意図したようにはうまく作動しなかった。実際にイスラエル空軍では、数機が自機のプロペラを打ち抜く事故を起こした。
総計550機程のS-199が製造され、その中の何機かは練習機型のCS-199（武装有り）とC-210（武装無し）に改装された。初飛行は1947年3月に行われ、生産は1949年に終了した。
チェコスロバキアで運用された最後の機体（チェコスロバキア国土防衛軍の所属）は1957年に退役した。

## 運用

### イスラエルでの運用

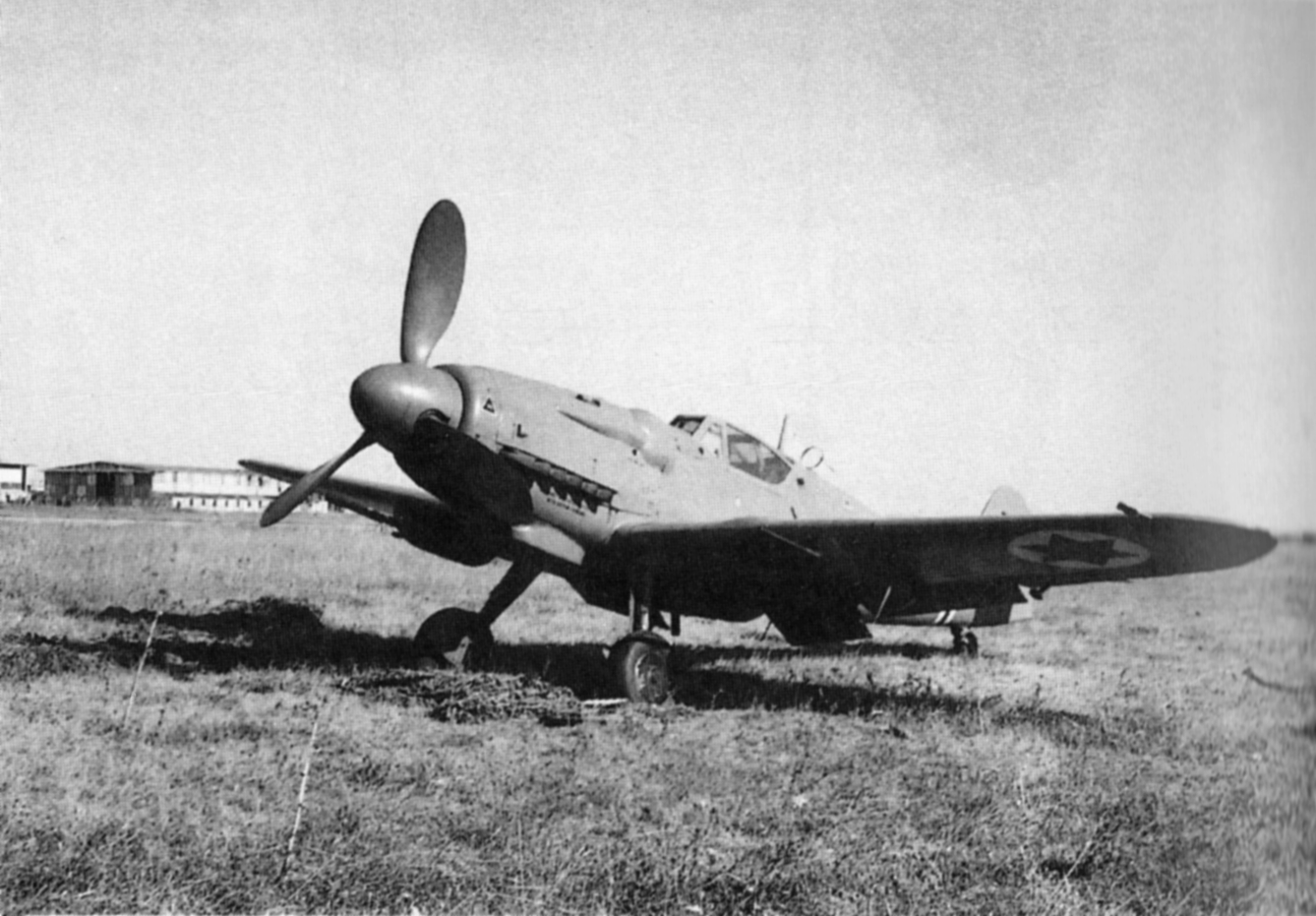
イスラエル空軍のアヴィア S-199（1948年6月）

イスラエルの代理人は、当時イスラエルが各国から武器禁輸の封じ込めを受けていたなかで、チェコスロバキア政府とアヴィア S-199の購入についての交渉を行った(オペレーション・バラク)。イスラエルは25機を購入し、うち2機を除いて納入された。
また、パイロット11名がチェコスロバキアで訓練を受けたが、訓練開始は5月11日（独立宣言の3日前）であり、訓練を終えたのは5名、多くは1回の飛行経験しかなく射撃経験もないままであった。
第1陣の機体は、イスラエルの独立宣言の6日後、エジプトによる敵対行為開始の5日後の1948年5月20日に到着した。これらは組み立て後の5月29日に最初の戦闘、テルアビブ南のイスドゥッド（Isdud）と現在のアド・ハロム（Ad Halom）橋の間にいるエジプト陸軍への攻撃に送り出された。これがイスラエル空軍第101飛行隊の最初の作戦活動であったが、戦闘においてS-199は信頼性に乏しく性能もお粗末であることを露呈した。
さらに整備上の問題があり、何時如何なるときも1回に5機以上は飛行できる状態ではなかった。しかしながらS-199はスピットファイアを含む敵機を撃墜した。アヴィアS-199は同年10月末までにほとんど一線部隊から引き上げられ、その時点で僅か6機が運用されていたのみだった。S-199は12月中旬まで散発的に出撃し続け、アメリカ人操縦士のウェイン・ピーク（Wayne Peake）は12月15日に同機に搭乗した。
イスラエル軍が独立戦争で使用したS-199は、Bf 109G-10型と同じ形のキャノピーを装備していた（後にチェコ軍で使用されたバージョンではキャノピー形状が改良されている）。

## 派生型
S-99
戦後チェコスロバキアで組み立てられたBf 109G型、アヴィア社工場の名称はC.10。20機製造。
CS-99
練習機型のメッサーシュミットBf109G-12型を手本にしたアヴィア S-99の練習機モデル。アヴィア社工場の名称はC.110。2機製造。
S-199
ユンカース ユモ 211 エンジンを搭載したS-99、主生産モデル。アヴィア社工場の名称はC.210。551機製造。
CS-199
S-199を改造した複座練習機型。

## 運用者
チェコスロバキア
- チェコスロバキア空軍
- チェコスロバキア国土防衛軍

 イスラエル
- イスラエル空軍

## 現存する機体
現在3機が現存している。
S-199とCS-199各1機がチェコのクベリ航空博物館に、1機のS-199がイスラエルのハツェリム空軍基地内にあるイスラエル空軍博物館に展示されている。

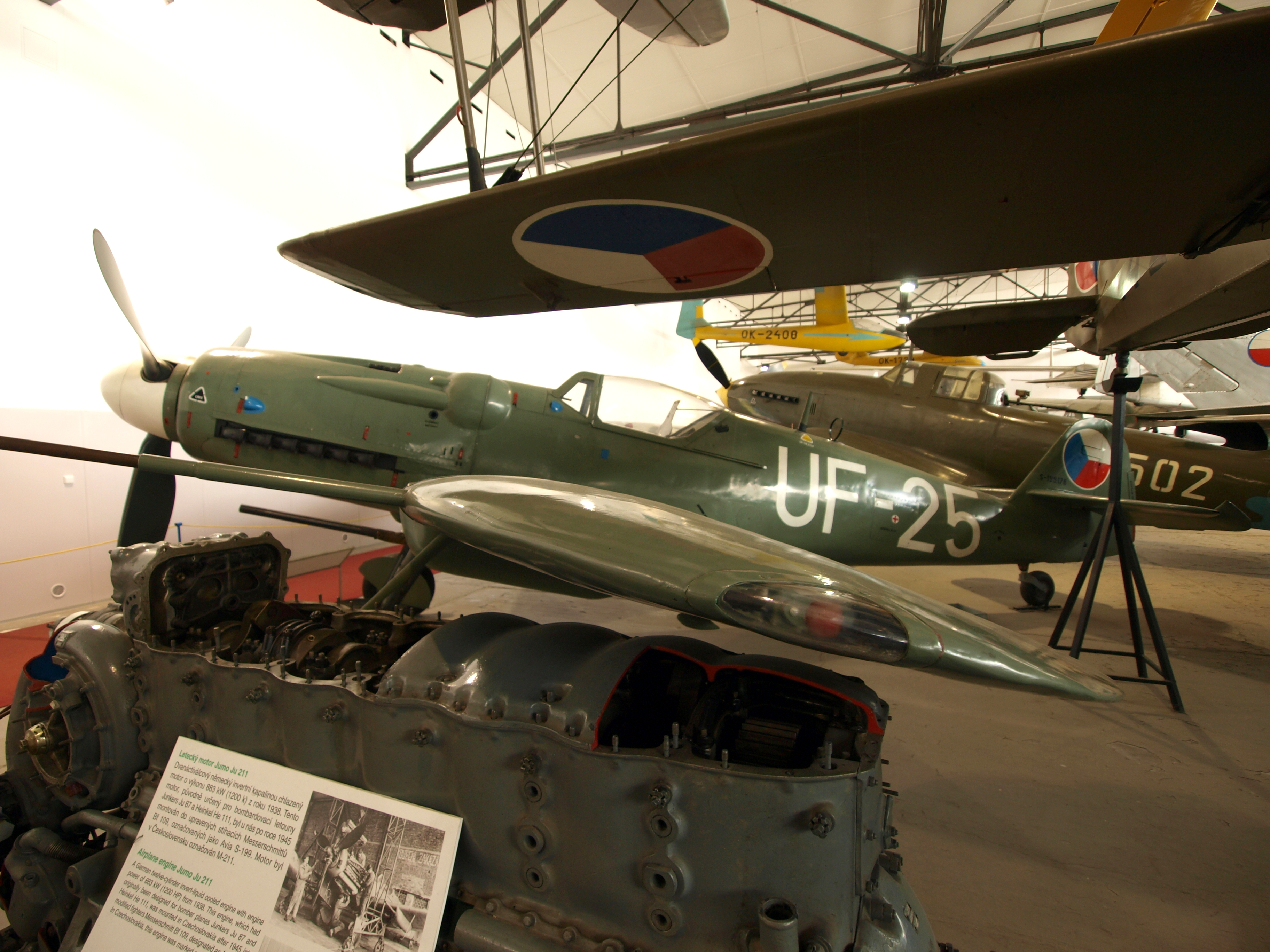
チェコ空軍 S-199 S199-178号機 "UF-25"

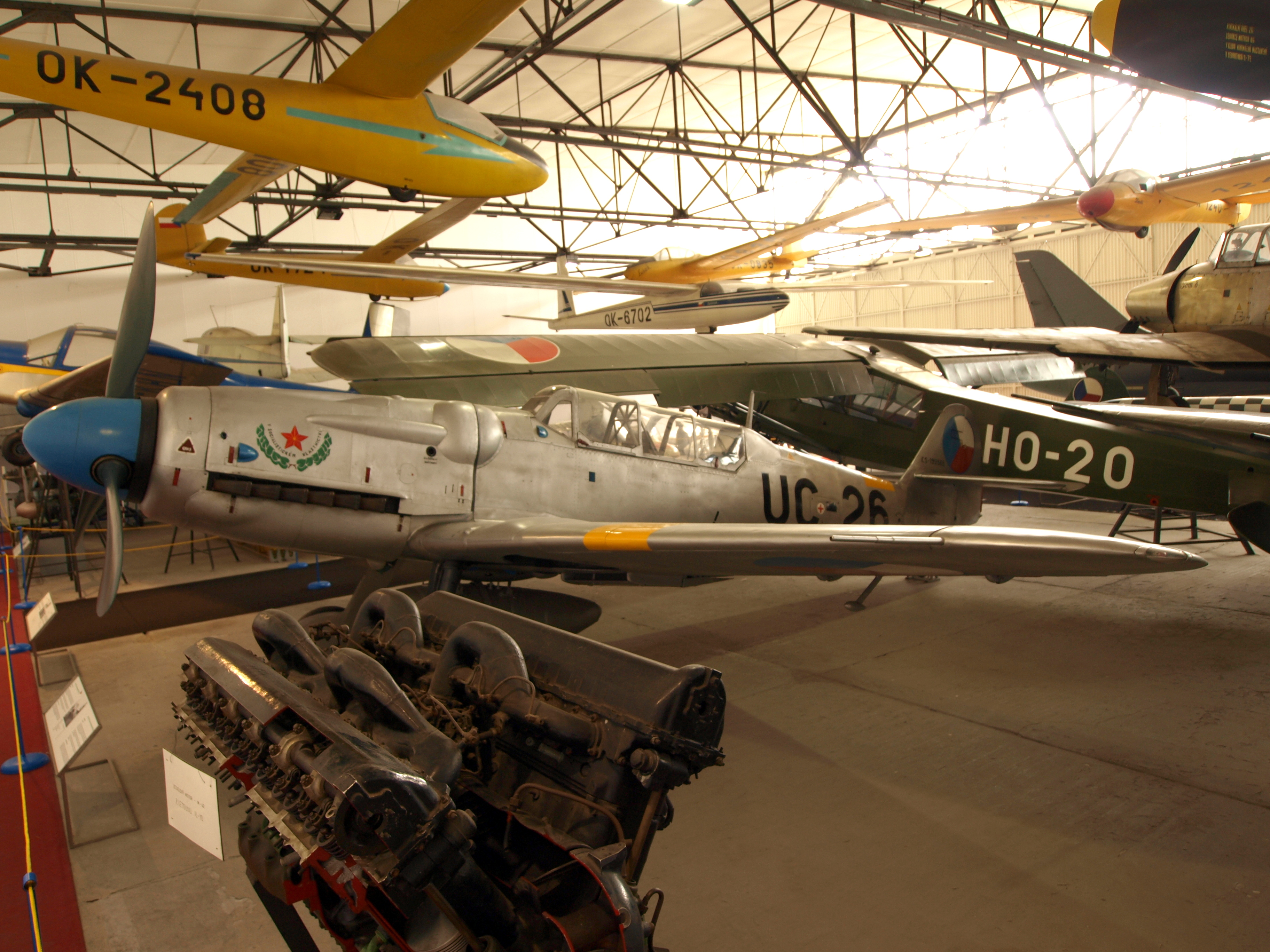
チェコ空軍 CS-199 CS199-565号機 "UC-26"

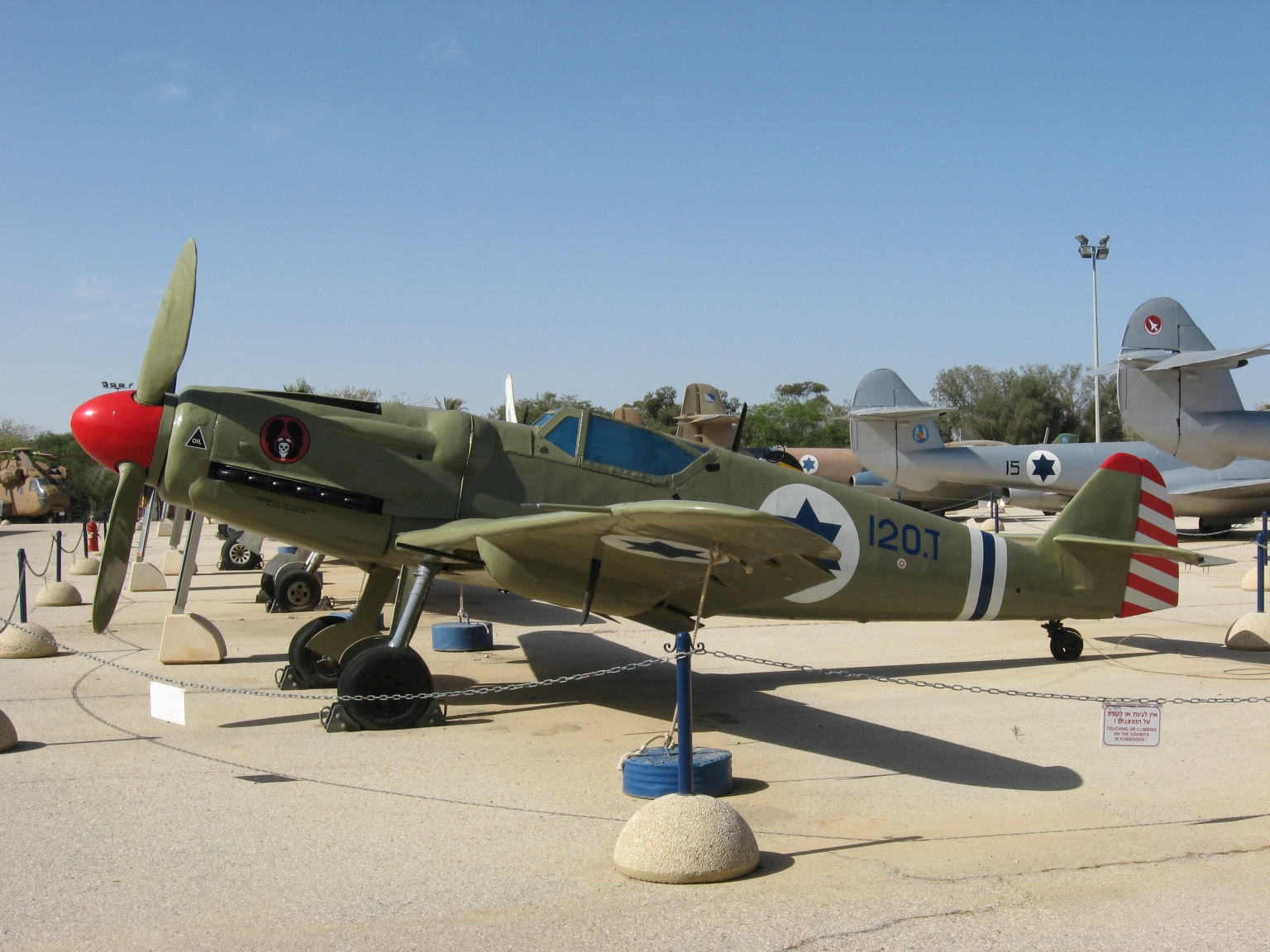
イスラエル空軍 S-199 782358号機 "120.D"

## 要目
（S-199）
- 乗員：1名
- 全長：8.94 m (29 ft 4 in)
- 全幅：9.92 m (32 ft 6 in)
- 全高：2.59 m (8 ft 6 in)
- 翼面積：16.2 m² (174 ft²)
- 翼面荷重：231 kg/m² (47.3 lb/ft²)
- 空虚重量：2,650 kg (5,840 lb)
- 最大重量：3,740 kg (8,245 lb)
- 馬力重量比：321 W/kg (0.195 hp/lb)
- エンジン：ユンカース ユモ 211F 液冷 倒立V型12気筒 レシプロエンジン、880 kW (1,200 hp)
- 最大速度：590 km/h (320 knots, 370 mph)
- 巡航高度：8,686 m (28,500 ft)
- 作戦航続距離：850 km (530 mi)
- 上昇率：11 m/s (2,200 ft/min)

- 武装：
  - 機銃
    - 2 X 13 mm MG 131 機関銃
    - 2 X 20 mm MG 151 機関砲

  - 爆弾
    - 1× 250 kg (550 lb) 又は
    - 4× 70 kg (155 lb)